# Sidi Bou Saïd (saint)
Sidi (en) Bou Saïd (arabe : سيدي بوسعيد), de son nom complet Abou Saïd Khalaf Ibn Yahya el-Tamimi el-Béji (أبو سعيد خلف ابن يحيى التميمي الباجي), né en 1160 et décédé le 19 juin 1231 à Sidi Bou Saïd, est un saint et savant érudit tunisien. Son nom (el-Béji) fait référence à ses origines, l'ancienne Béja, un village aux alentours de Tunis, non loin de La Manouba.

## Biographie
Après avoir appris le Coran, il se tourne vers l'étude des sciences et part au Bilad el-Cham afin de parfaire ses connaissances auprès des savants de son époque. Il se rend ensuite à La Mecque en 1207 et y séjourne pendant trois ans. Puis, il se rend encore une fois au Bilad el-Cham. Revenu en Tunisie en 1210, il choisit de se retirer de la vie sociale, passant la plupart de son temps dans une mosquée de Bab El Bhar, probablement près de l'actuelle entrée de la rue menant à la mosquée Zitouna.
Mais, très vite, il acquiert une grande notoriété et devient un modèle de piété et de dévotion religieuse, se consacrant entièrement à la prière et à la méditation ; Sidi Belhassen Echadly choisit sa compagnie et adopte sa doctrine. Il a également l'habitude de fréquenter un phare situé près de Carthage, où il médite avec ses compagnons et, entretient une étroite relation mêlée d'un profond respect pour le cheikh Sidi Abdelaziz Al Mahdaoui.

## Mausolée

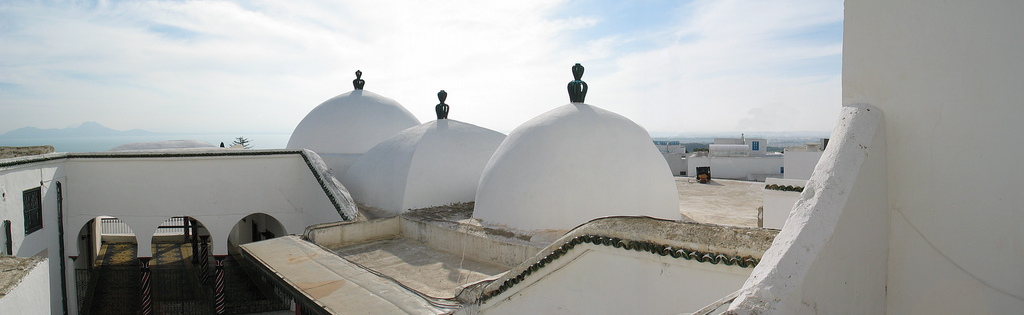
Toit de la zaouïa de Sidi Bou Saïd.

Après sa mort, une zaouïa est érigée en son honneur sur le mont El Manar, au cœur du village qui a pris son nom, Sidi Bou Saïd, dans la banlieue nord de Tunis ; une mosquée près de la sépulture complète le dispositif à l'initiative d'Hussein Ier Bey.
La zaouïa est complètement incendiée le 12 janvier 2013, à la suite de menaces de la part de salafistes, action condamnée par la directrice générale de l'Unesco, Irina Bokova. Des travaux de réfection sont immédiatement engagés par les habitants.